# 林文雄 (美術評論家)
林 文雄（はやし ふみお、1911年8月23日 - 2001年）は、日本の美術評論家。
愛知県出身。東京帝国大学卒業。戦後、日本美術会に所属、共産主義の立場から美術評論を書き、1946年から1948年にかけて土方定一らとの間でいわゆる「リアリズム論争」を展開した。

## 著書
- 『美術とリアリズム』八雲書店、1948
- 『荻原守衛 忘れえぬ芸術家』新日本出版社、1970
- 『運慶 転形期の芸術家』新日本出版社、1980

## 翻訳
- アンドレ・ジイド『イザベル』新庄嘉章共訳　春陽堂、1934
- シャトオブリアン『アタラ・ルネ』春陽堂、1935　世界名作文庫
- アンドレ・ジィド『蕩児の帰宅 外五篇』春陽堂、1935　世界名作文庫
- V.L.ジャックス『モロカイのマザー・マリヤンヌ』長崎書店、1938
- フィンケルシュタイン『美術はどう生活を表現するか』造形社、1962

## 参考
デジタル版 日本人名大辞典+Plus『林文雄』 - コトバンク